# The Pawn of Fate

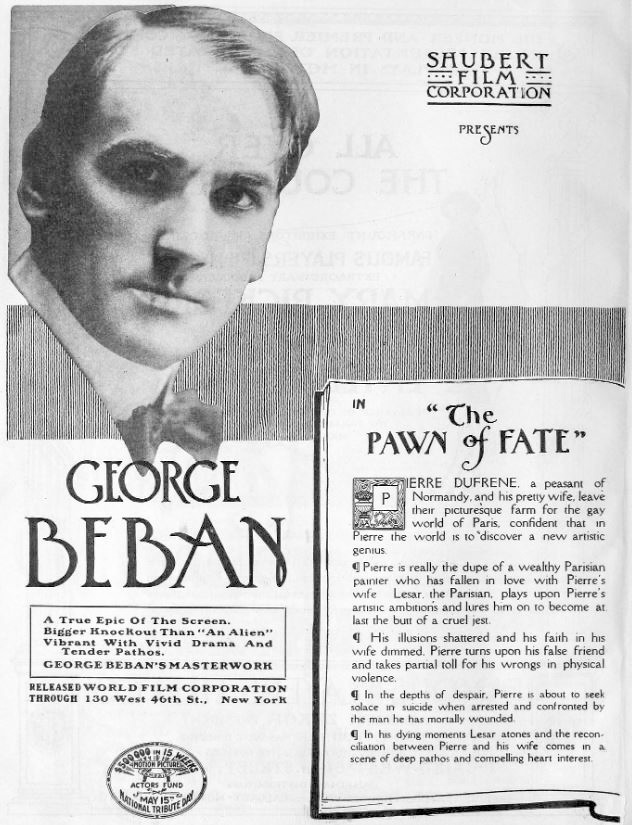
George Beban en un anunci de la pel·lícula

The Pawn of Fate és una pel·lícula muda de la Shubert Film Corporation i distribuïda per la World Film Corporation. Va ser dirigida per Maurice Tourneur i protagonitzada per Doris Kenyon, entre d'altres. La pel·lícula es va estrenar el 28 de febrer de 1916. Es considera una pel·lícula perduda.

## Argument
Viatjant per Normandia, André Lesar, un pintor parisenc, s'enamora de Marcine Dufrene i per això convenç el seu marit, Pierre, que és pastor, d'anar a París on esdevindrà un gran artista. Allà, mentre Pierre es dedica a pintar, André va darrera la seva dona i per això mou fils per tal que el marit pugui mostrar la seva obra en una exposició. L'alta societat parisina es mofa de les seves pintures d'aficionat i Pierre, conscient que tot plegat és una broma pesada, promet venjar-se. En descobrir a André i Marcine junts la seva dona es defensa que ella sempre s'ha resistit a les insinuacions del parisenc però el marit no la creu i ataca el seu ex-benefactor. Deixant-lo per mort, Pierre, en adonar-se del que ha fet, intenta ofegar-se però en aquell moment arriba la policia i l'atura. Amb la policia arriba André, recuperat i amb molts remordiments pel que ha fet, que li demana perdó. Pierre i Marcine es reconcilien.

## Repartiment
- George Beban (Pierre Dufrene)
- Doris Kenyon (Marcine Dufrene)
- Charles W. Charles (pare Dufrene)
- John Davidson (André Lesar)
- Johnny Hines (Giradot)
- Alec B. Francis (abat Paul)
- Mary Booth (Suzanne)